# Horatio (Arkansas)
Horatio é uma cidade localizada no estado americano de Arkansas, no Condado de Sevier.

## Demografia
Segundo o censo americano de 2000, a sua população era de 997 habitantes.
Em 2006, foi estimada uma população de 1015, um aumento de 18 (1.8%).

## Geografia
De acordo com o United States Census Bureau, a localidade tem uma área de 4,7 km², sem área coberta por água. Horatio localiza-se a aproximadamente 123 m acima do nível do mar.

## Localidades na vizinhança
O diagrama seguinte representa as localidades num raio de 32 km ao redor de Horatio.